# Scybalocanthon aereus
Scybalocanthon aereus – rodzaj chrząszczy z rodziny poświętnikowatych i podrodziny Scarabaeinae. 

## Taksonomia
Gatunek ten opisany został po raz pierwszy w 1922 roku przez Adolfa Schmidta na łamach „Archiv für Naturgeschichte” pod nazwą Canthon aereus. Jako lokalizację typową wskazano Amazonię. Do rodzaju Scybalocanthon przeniesiony został w 1956 roku przez Francisca Silvéria Pereirę i Antonia Martíneza.

## Morfologia
Chrząszcz o ciele długości od 7,9 do 10 mm, w zarysie owalnym z zaokrąglonymi bokami, matowym wskutek mikroziarenkowania. Głowa jest brązowa, o nadustku zaopatrzonym w dwa małe, trójkątne, pośrodkowe ząbki na krawędzi przedniej. Przedplecze jest żółte, o przednich narożach mających kąt 85° i regularnie zakrzywionych brzegach bocznych. Brązowe pokrywy mają wąskie, wgłębione, błyszczące, niewyraźnie punktowane rzędy, z których ósmy na przedzie ma żeberko. Spód tułowia jest brązowy z żółtymi bokami hypomerów. Barwa odnóży jest brązowa z wyjątkiem ud ostatniej pary, które albo są żółto-czarne albo jednolicie metalicznie zielone. Odwłok, zarówno spód jak i pygidium, mają żółty kolor. Genitalia samca mają lekko niesymetryczne, na szczycie prawie prostokątne paramery o niemal prostych krawędziach brzusznych, a krawędziach grzbietowych zakrzywionych dowewnętrznie w części nasadowej i środkowej, a dalej prawie prostych. W endofallusie występuje okrągły z prawie prostą rączką skleryt peryferyjny górny prawy, I-kształtny skleryt peryferyjny frontolateralny bez szczecinek czy mikroszczecinek w pobliżu, naprzeciwległe i podłużne skleryty osiowy i podosiowy oraz nieregularnie I-kształtny skleryt dodatkowy.

## Ekologia i występowanie
Owad spotykany w nizinnych lasach deszczowych i lasach bagnistych. Osobniki dorosłe żerują na odchodach i padlinie.
Gatunek neotropikalny, znany z brazylijskich stanów Acre i Mato Grosso oraz Peru i Boliwii.